# Korenbloem
De korenbloem (Centaurea cyanus), ook wel wilde korenbloem genoemd, is een 30–60 cm hoge, eenjarige plant uit de composietenfamilie. Het is een van de drie Centaurea-soorten die van nature voorkomen in België en Nederland. Hij staat op de Nederlandse Rode lijst (planten) van 2000. In Vlaanderen heeft de soort de status "achteruitgaand".
De korenbloem dankt zijn naam aan de traditionele groeiplaats; op akkers tussen het graan. Doordat de plant slechts weinig ruimte nodig had, kon hij hier tussen het hoge graan overleven. Door de teelt met gezuiverd zaaigoed komt de plant in dit milieu vrijwel niet meer voor. In bermen van binnenwegen zijn de blauwe bloemen nog wel regelmatig aan te treffen. De soort neemt zelfs toe, waarschijnlijk doordat veel bermen minder vaak dan vroeger worden gemaaid. Wel moet hierbij worden vermeld dat een groot deel van deze planten verwilderd zijn vanuit tuinen.
De trompetvormige straalbloemen met driehoekige slippen hebben een opvallende diepe kleur blauw, die aanleiding heeft gegeven tot de naam korenbloemenblauw. De voet van de buisbloempjes is paars. De natuurlijke bloeiperiode is van juni tot augustus.

## Etymologie
De botanische naam refereert aan de mythische centaur Cheiron. Nadat deze was geraakt met een gifpijl, stelpte hij de wond met deze bloem. Toen hij eenmaal de helende kracht van de korenbloem had gemerkt, werd hij de ontdekker van de korenbloem genoemd.

## Tuin
Een verwante van de korenbloem kan als onderdeel van mengsels "wilde" zaden gekocht worden, maar er zijn ook cultivars van de korenbloem te koop als 'Blue Boy', 'Blue Ball', 'Red Boy' en 'Red Ball', 'Silver Queen' en 'White Ball'.

## Voorkomen
De plant komt wereldwijd voor in gematigde streken.

## Toepassingen
Een aftreksel van de bloemen en bladeren is wel gebruikt tegen bronchitis. Ook worden de bloemblaadjes sporadisch gebruikt in thee, zoals de 'Russian Earl Grey'.

## Ecologische aspecten
Door de platte vorm zijn de bloemen populair bij zweefvliegen. Ook vlinders en solitaire bijen gebruiken de plant als nectarbron. De parasitoïde sluipvlieg wordt ook bij de korenbloem aangetroffen.
De plant is waardplant voor onder andere Agonopterix laterella.

## Afbeeldingen

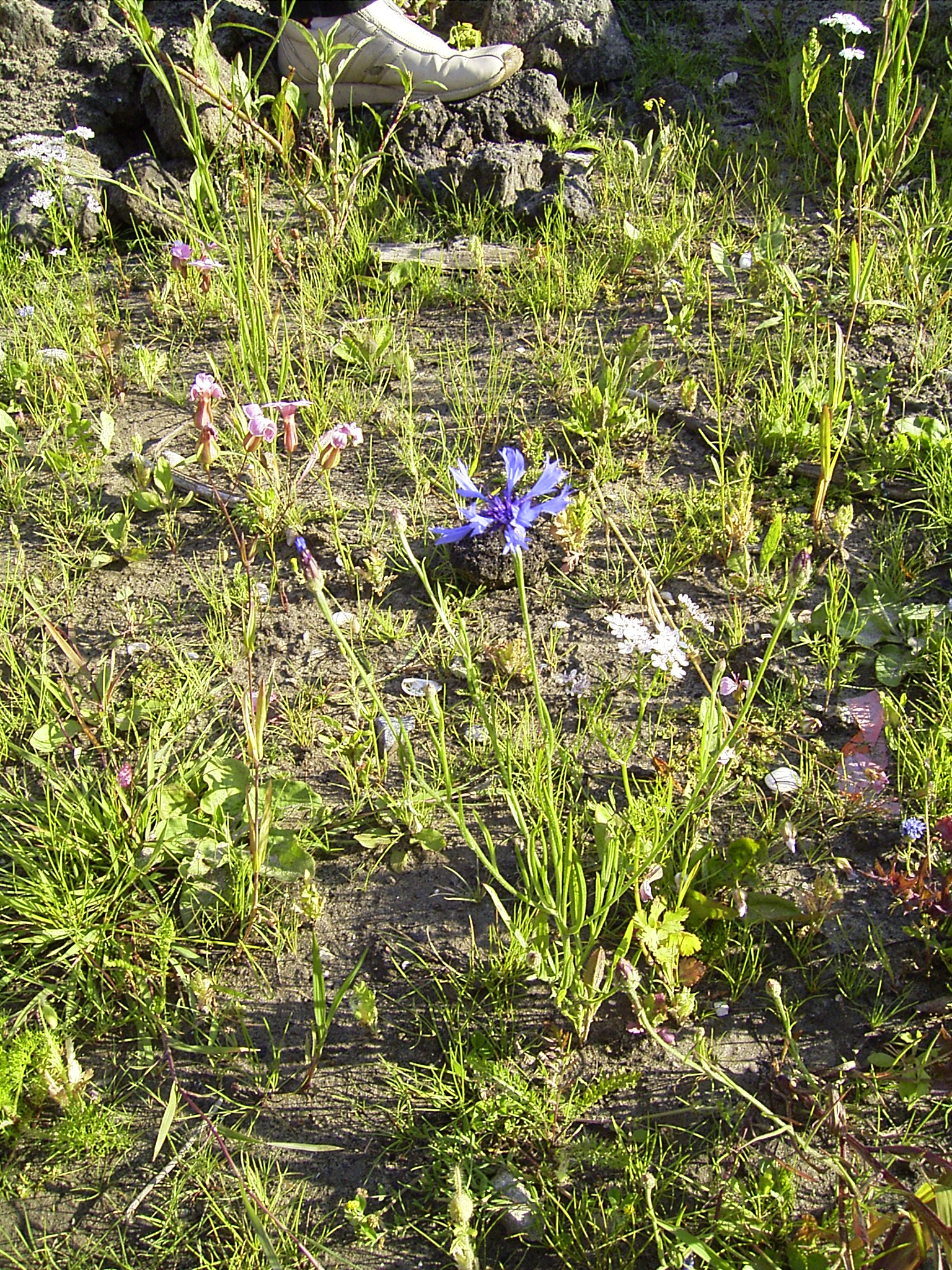
Standplaats
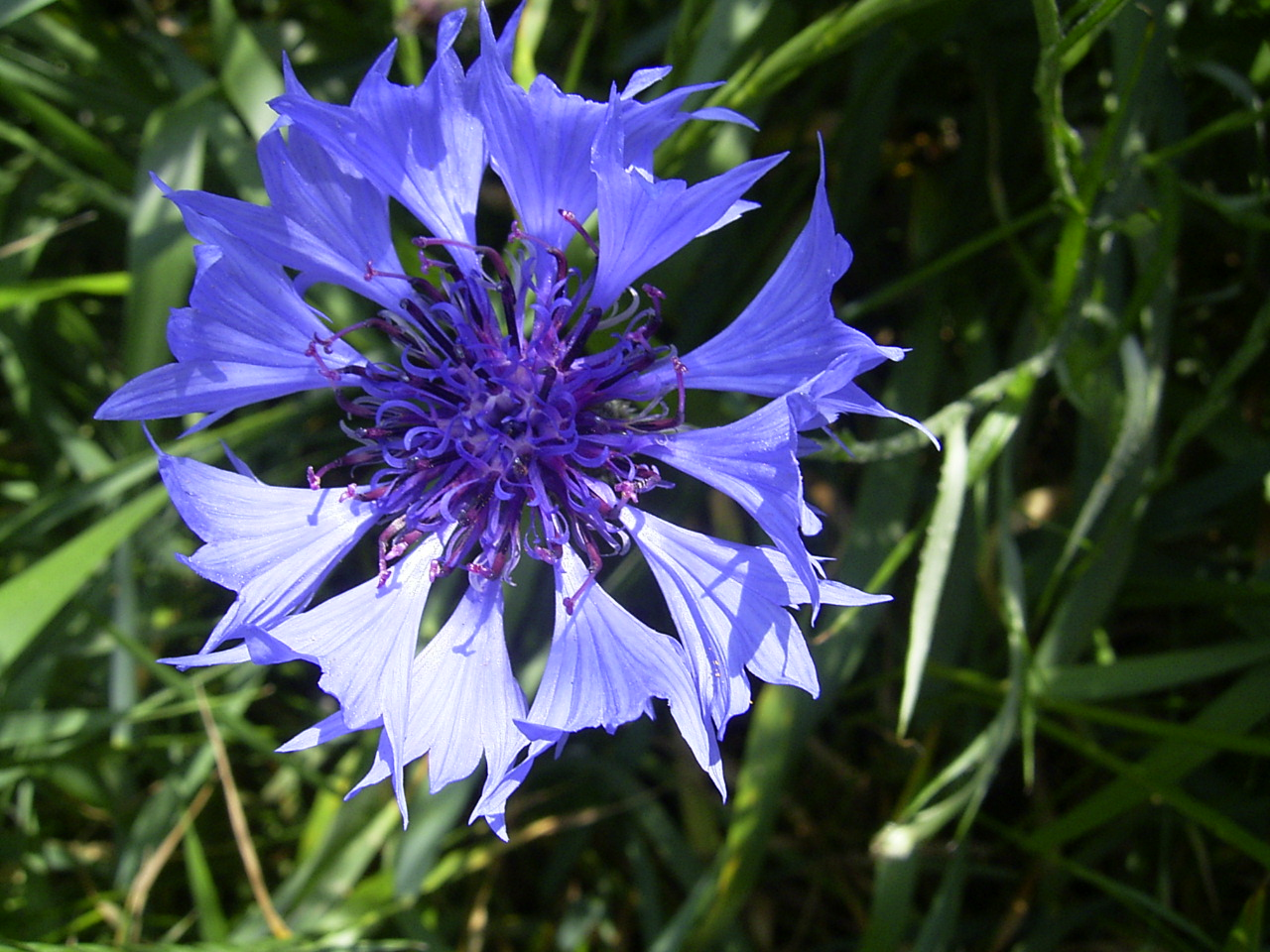
Bloem
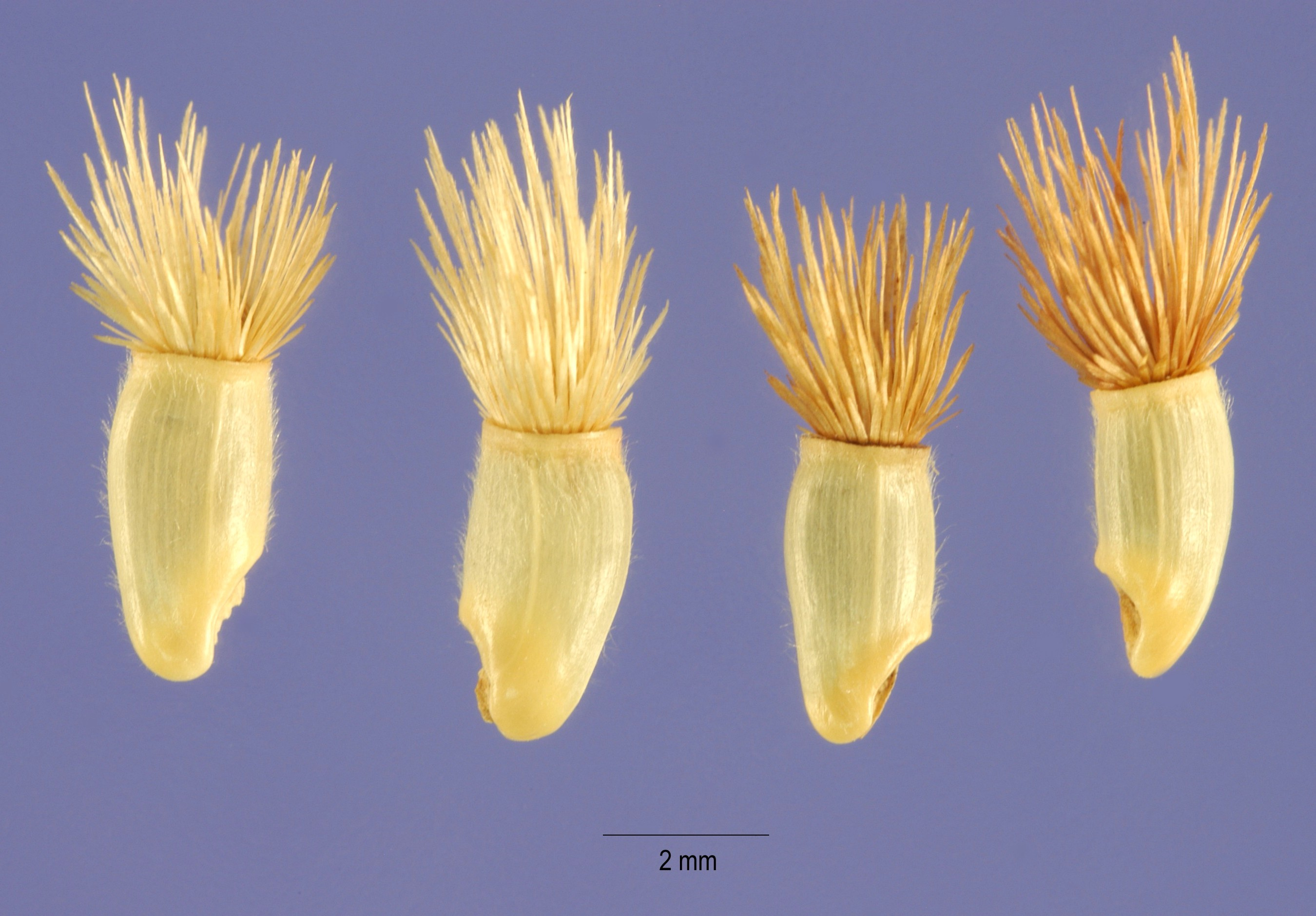
Vruchten
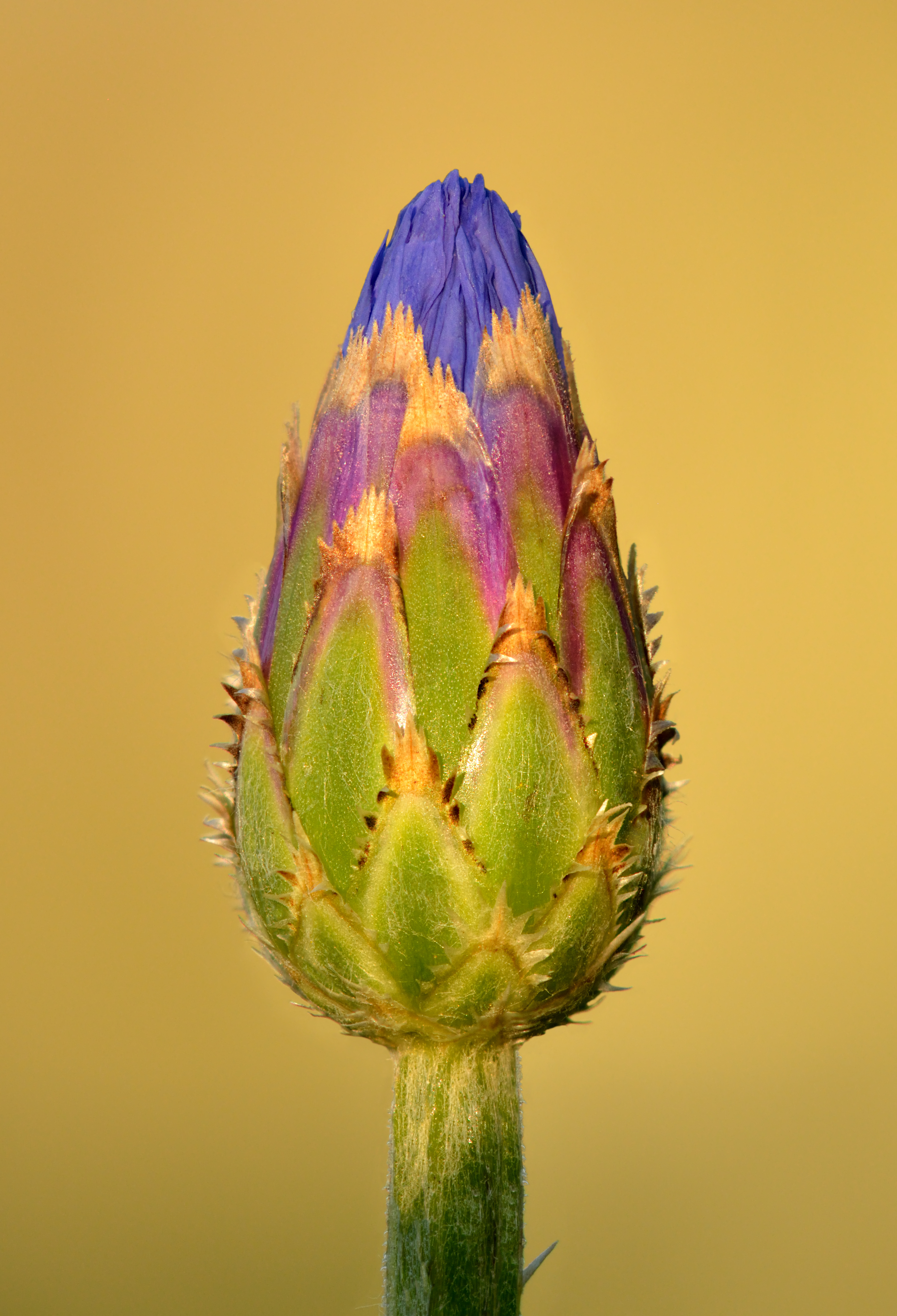
Knop
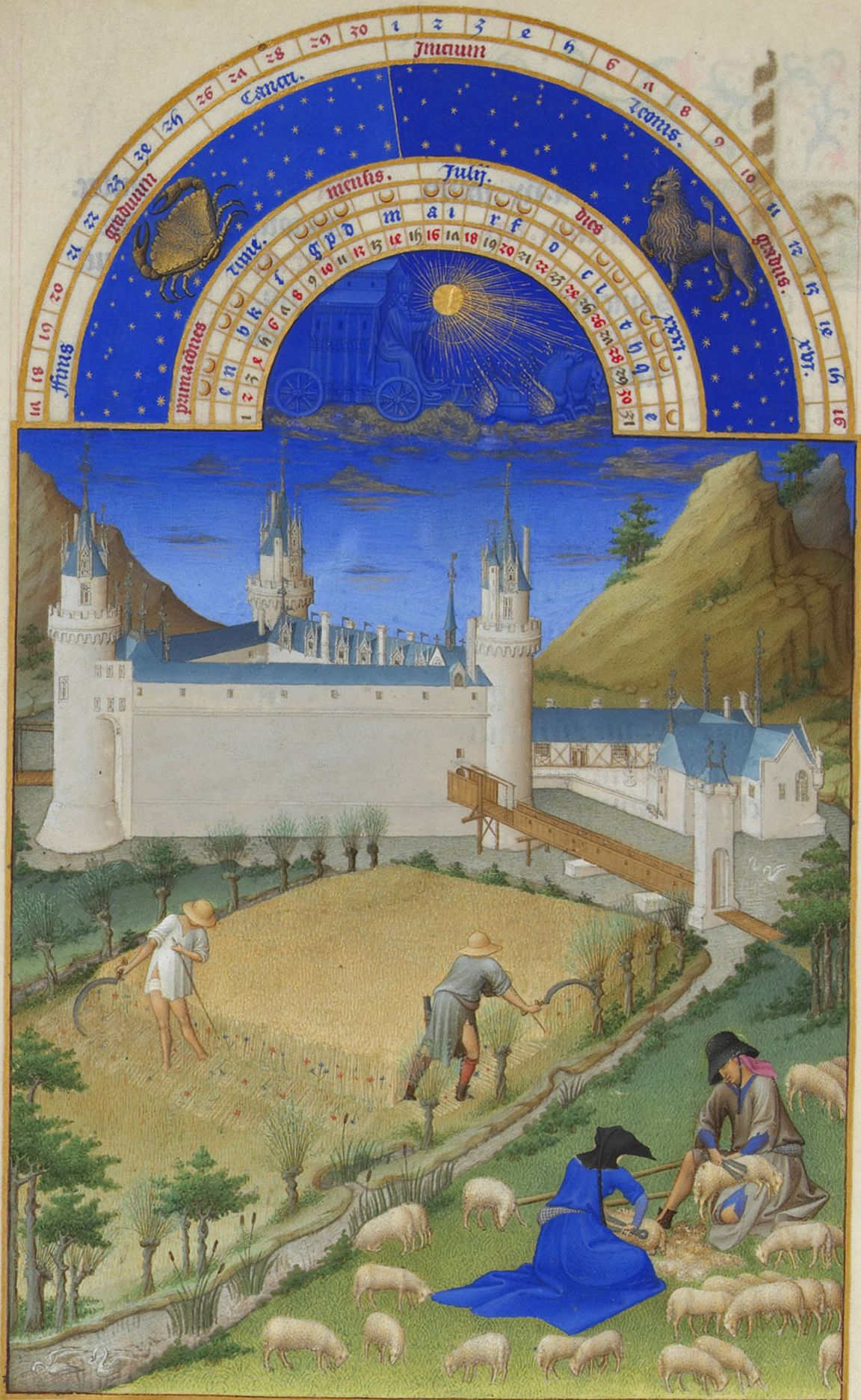
Bloeiende korenbloemen en klaprozen tussen het koren, illustratie in een handschrift uit 1410

## Folklore en symboliek
De korenbloem werd vroeger gedragen door verliefde jonge mannen; als de bloem te snel verdorde, betekende dat hun liefde onbeantwoord zou blijven.
De korenbloem is sinds 1968 de nationale bloem van Estland en de officiële provinciebloem van de Zweedse provincie Östergötland. Het is ook het symbool van de Estse politieke partij Conservatieve Volkspartij van Estland, de Finse politieke partij Nationale Coalitiepartij en die van de Zweedse politieke partij Liberalerna.
De korenbloem staat vooral bekend als nationaal symbool van Duitsland. Dit komt waarschijnlijk door het verhaal dat Koningin Louise van Pruisen zich tijdens het vluchten voor Napoleon met haar kinderen in de korenvelden verborg. Zij zou haar kinderen namelijk hebben gekalmeerd door kronen te vlechten van deze bloemen. De bloem werd daarom verbonden met Pruisen, niet in de laatste plaats omdat de kleur van de korenbloem Pruisisch blauw is, en bleef zo toen Duitsland één land werd.
In Frankrijk is de korenbloem (bleuet de France) het symbool ter herinnering aan, en solidariteit met veteranen, oorlogsslachtoffers, weduwen en wezen, vergelijkbaar met de remembrance poppy in het Britse Gemenebest. De opbrengsten uit de verkoop van - kunststoffen - korenbloemen op 8 mei en 11 november worden gebruikt om charitatieve instellingen te financieren die bovengenoemde groepen ondersteunen, terwijl de kopers de korenbloem op hun revers kunnen dragen als teken van solidariteit met hen die tijdens de oorlog gewond raakten en met de nabestaanden van hen die vielen.
Een bloeiende plant is afgebeeld in het wapen van Blaricum. In 1923 droegen de inwoners van de gemeente korenbloemen in hun revers om aan te geven dat zij niet met de gemeente Laren wilden fuseren.